# Konsenzus sekvenca
U molekularnoj biologiji i bioinformatici, konsenzus sekvenca je izračunati poredak najfrekventnijih ostataka, bilo nukleotida ili aminokiselina, nađenih u svakoj poziciji poravnatih sekvenci. Ona je rezultat višestrukih poravnavanja sekvenci u kojima se srodne sekvence međusobno porede i izračunavaju se slični motivi sekvenci. Ova informacija je važna kad se razmatraju sekvence zavisne od enzima kao što je RNK polimeraza.